# The Slip
The Slip (с англ. — «Скольжение») — седьмой студийный альбом американской индастриал-группы Nine Inch Nails, выпущенный 22 июля 2008 года. Это четвёртый подряд альбом Nine Inch Nails, спродюсированный лидером группы Трентом Резнором совместно со студийными сотрудниками Аттикусом Россом и Аланом Молдером. Альбом распространялся бесплатно по лицензии Creative Commons Attribution Non-Commercial Share Alike. На официальном сайте Nine Inch Nails от Трента Резнора было оставлено следующее сообщение: «Благодарю вас за вашу многолетнюю неизменную и преданную поддержку — этот [альбом] за мой счёт». Без какой-либо рекламы с 5 мая 2008 года The Slip был доступен для бесплатной загрузки из интернета, после чего в июле и августе состоялся коммерческий релиз на физических носителях.
The Slip изначально планировался как EP, однако в процессе записи вырос до полноценного альбома. Работа над The Slip шла в течение трёх недель. Резнор решил выпустить только один сингл — «Discipline», чей мастеринг был проведён менее чем за 24 часа до первого эфира на радио. Реакция критиков на The Slip была в большинстве своём положительная, а необычный метод распространения принёс альбому много позитивных оценок и обзоров. Также The Slip достиг 13-й строчки в чарте Billboard 200. Некоторые критики отметили, что музыка в альбоме включает в себя смесь из предыдущих музыкальных направлений и стилей группы, в то время как другие увидели в текстах композиций альбома тематику ухода от звукозаписывающих компаний и обретённую свободу независимого артиста.

## Создание
В 2007 году фронтмен Nine Inch Nails Трент Резнор объявил, что группа выполнила все условия контракта с лейблом Interscope Records и с этого времени будет развиваться независимо от звукозаписывающих компаний. Также Резнор сказал, что, вероятно, будет распространять студийный материал самостоятельно. В марте 2008 года на независимом лейбле Трента Резнора The Null Corporation Nine Inch Nails выпустили инструментальный альбом Ghosts I–IV. Спустя месяц после релиза Ghosts I–IV Резнор вернулся в студию, чтобы начать работу над новым материалом. Седьмой студийный альбом был записан в течение трёх недель и спродюсирован Трентом Резнором, Аттикусом Россом и Аланом Молдером. Микшированием альбома занимался Алан Молдер.
Первоначально The Slip рассматривался как мини-альбом, но постепенно он стал, по словам Резнора, «разрастаться и ветвиться». Инструментальные партии в альбоме были исполнены концертными участниками Nine Inch Nails Джошем Фризом, Робином Финком и Алессандро Кортини, хотя они не участвовали непосредственно в написании песен. В качестве радиосингла была выпущена только композиция «Discipline», мастеринг которой был проведён менее чем за 24 часа до первого эфира на радио. По словам Резнора, трек-лист и тексты песен были закончены в среду, процесс микширования и секвенирования альбома прошёл в четверг, мастеринг был проведён в пятницу, оформление было закончено в субботу, а цифровой релиз альбома состоялся в воскресенье 5 мая 2008 года. Трент Резнор сказал, что работа над альбомом была закончена так быстро потому, что не было никакого давления со стороны мейджор-лейбла и какой-либо бюрократической волокиты, которая бы тормозила запись и релиз пластинки.

## Музыка и тексты

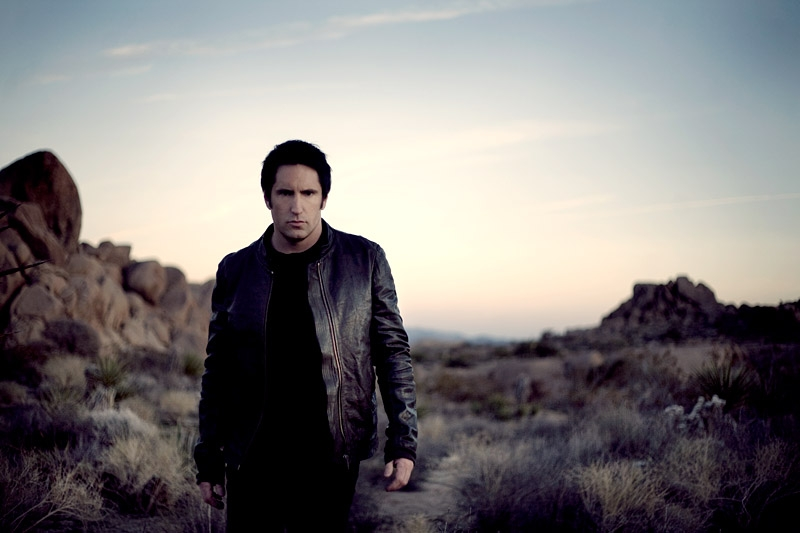
Трент Резнор на промофото для The Slip

Многие критики отметили, что звучание The Slip имеет отсылки к музыкальным направлениям, в которых были выполнены предыдущие альбомы Nine Inch Nails. Журналист еженедельной газеты Cleveland Free Times Анастасия Пантсиос увидела в The Slip некоторое сходство с альбомами Pretty Hate Machine, The Downward Spiral и The Fragile и написала, что «The Slip буквально суммирует два десятилетия карьеры Трента Резнора». Джон Парелес из The New York Times в своей рецензии написал, что «музыка Nine Inch Nails оживает, после топтания на месте», а Майк Шиллер из PopMatters отметил необычное звучание песни «Demon Seed», которая имеет структуру, схожую с композициями из предыдущего инструментального альбома Ghosts I–IV.
Обозреватель IGN Эд Томсон проследил в треках «Discipline» и «Echoplex» влияние групп Depeche Mode, Bauhaus и Siouxsie and the Banshees. Редактор Los Angeles Times Ричард Кромелин назвал The Slip «более мрачным, но менее запоминающимся, чем последние два студийных альбома NIN», хотя позже добавил, что «Резнор смог совместить резкие звуки индастриал-рока [ … ] с коротким панк-вставками, донося свой настойчивый, иногда клаустрофобный звук, чтобы показать своё самоотчуждение».
С точки зрения текста Эрик Харви из Pitchfork Media заметил некоторую схожесть трека «Discipline» с одной из ранних композиций Nine Inch Nails «Head Like a Hole», написав, что «текст [„Discipline“] похож на старые песни, и теперь в качестве свободного артиста [Резнор] пытается восстановить свою популярность. […] „Discipline“ показывает стремление Резнора поставить себя в какие-то рамки». Рецензент The Village Voice Том Брейэн увидел в альбоме тематику ухода от звукозаписывающих компаний и написал: «The Slip показывает разрыв Резнора с корпоративной машиной…»
Комментируя альбом, сам Трент Резнор говорит, что The Slip вызывает «странное чувство, будто смотришь на то, что есть за пределами [себя], и то, как ты стареешь». Он также охарактеризовал The Slip «скорее как эскиз, чем полноценная работа». Кроме того, Резнор сказал, что по сравнению с работой над предыдущими альбомами при записи The Slip он больше полагался на «рефлексы».

## Художественное оформление

Графическое оформление композиции «Echoplex» в цифровой версии альбома

Обязанности арт-директора выполнял Роб Шеридан, который также занимался оформлением предыдущих альбомов Nine Inch Nails Ghosts I–IV (2008), Year Zero (2007) и With Teeth (2005). Загружаемая версия The Slip имела PDF-файл, содержащий обложку альбома и различные комментарии к нему. Так же, как и в Ghosts I–IV, каждый трек The Slip сопровождается его собственным графическим изображением, каждое из которых является главным образом геометрическим узором на сером фоне.

## Релиз альбома

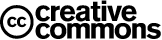
Выход The Slip состоялся под лицензией Creative Commons

21 апреля 2008 года Трент Резнор на официальном веб-сайте Nine Inch Nails разместил сообщение: «2 недели!». Аналогичную тактику Резнор использовал и для релиза предыдущего альбома Ghosts I–IV, чтобы вызвать интерес у фанатов группы. 22 апреля Nine Inch Nails выпускают радиосингл «Discipline», который также был доступен для свободного скачивания с официального сайта группы. Песня заняла шестое место в чарте Hot Modern Rock Tracks. Позднее другая композиция «Echoplex» была выпущена для бесплатной загрузки из iLike. 5 мая 2008 года на официальном сайте Nine Inch Nails была размещена прямая ссылка на бесплатное скачивание альбома The Slip в формате MP3. Также от Трента Резнора появилось сообщение: «Благодарю вас за вашу многолетнюю неизменную и преданную поддержку — этот за мой счёт». С использованием ID3-тегов в каждый трек были внедрены тексты песен для возможности их просмотра в медиаплеерах.
Как и предыдущий студийный альбом Nine Inch Nails Ghosts I–IV, The Slip вышел под лицензией Creative Commons Attribution Non-Commercial Share Alike, что позволяет любому человеку использовать или перерабатывать материал для любой некоммерческой цели. На веб-сайте Nine Inch Nails появилось сообщение: «Мы призываем вас создавать ремиксы на песни, делиться ими с друзьями, размещать их в своём блоге, воспроизводить в вашем подкасте, давать их незнакомым людям и т. д.» Также на сайте появились аудиофрагменты композиций альбомов Ghosts I–IV и Year Zero, которые были предназначены для создания ремиксов. Резнор также планировал разместить на веб-сайте специальное программное обеспечение для распространения Ghosts I–IV и The Slip.
Релиз альбома на физических носителях состоялся 21 июля 2008 года в Европе и 22 июля в США и Канаде; в отличие от цифрового релиза, физическая версия The Slip была платной. Издание содержало компакт-диск с самим альбомом, 24-страничный буклет, упаковку наклеек и DVD с видеозаписями репетиций песен «1,000,000», «Letting You», «Discipline», «Echoplex» и «Head Down». Три из этих видео были показаны на Pitchfork Media до выхода альбома на CD/DVD. Тираж альбома был ограничен до 250 000 экземпляров, однако в декабре 2011 года The Slip по-прежнему имелся в продаже. Релиз на виниловой пластинке состоялся 12 августа в США и Канаде и 18 августа в Европе. Издание на пластинке не ограничено.

### Тур «Lights in the Sky»

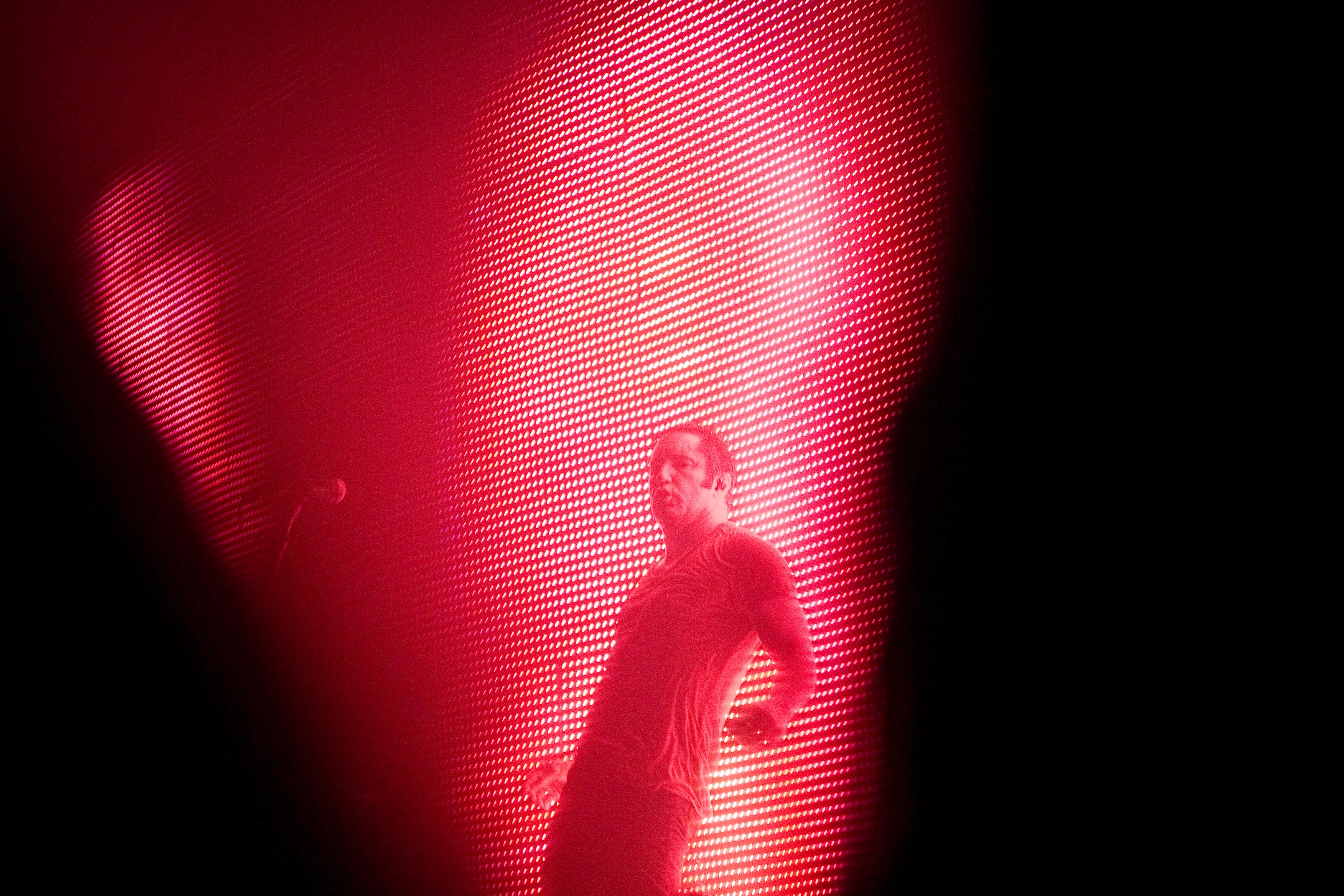
Трент Резнор во время одного из концертов тура «Lights in the Sky» в Виктории

В момент выхода Ghosts I–IV было объявлено о том, что группа планирует провести концертный тур по городам Северной Америки. В концертный состав Nine Inch Nails вошли Алессандро Кортини, Робин Финк и Джош Фриз. 4 апреля 2008 года стало известно, что к Nine Inch Nails присоединится Рич Фаунс, однако его место занял бас-гитарист Джастин Мелдал-Джонсен.
Перед началом тура группа объявила, что билеты на премиум-места на предстоящих концертах будут доступны для продажи пользователям, которые зарегистрировались на официальном сайте Nine Inch Nails. В целях борьбы со спекулянтами эти билеты оформлялись на юридическое имя покупателя. Билеты на премиум-места были доступны исключительно членам фан-клуба, а их количество ограничено.
Тур, под названием «Lights in the Sky», стартовал в мае 2008 года. На концертах использовалось большое количество визуальных эффектов: во время выступлений на сцене находился большой LED-экран, на котором показывались различные эффекты, например, дождь или панорама разрушенного города. Во время тура исполнялся материал и из альбома Ghosts I–IV, как отдельная секция инструментальных композиций в середине концерта. Nine Inch Nails планировали провести концерты в Южной Америке, однако вскоре Трент Резнор объявил о том, что группа продлевает гастрольный тур по Северной Америке. Кроме того, группа выступила на фестивалях Lollapalooza, Virgin Festival и Pemberton Festival. Тур завершился концертом 8 октября 2008 года в Южной Америке, после чего стало известно, что ударник Nine Inch Nails Джош Фриз покидает группу. Вскоре клавишник и гитарист Алессандро Кортини также покинул Nine Inch Nails. Позднее на официальном сайте группы было объявлено, что место Джоша Фриза займёт барабанщик Lostprophets Илан Рубин.
Группа планировала снять 3D-концерт под руководством режиссёра Джеймса Кэмерона. Однако из-за разногласий Резнора с лейблом Interscope Records проект был отменён. Чтобы не разочаровывать фанатов, в декабре 2008 года Nine Inch Nails организовывают съёмку концертов в Портленде, Виктории и Сакраменто. Релиз видео-концерта под названием Another Version of the Truth состоялся 25 декабря 2009 года на DVD, Blu-ray и в BitTorrent.

## Реакция общественности

### Продажи и позиции в чартах
Через полтора месяца после своего интернет-релиза The Slip был скачан 1,4 миллиона раз с официального сайта Nine Inch Nails. К моменту физического релиза количество скачиваний альбома выросло до 2-х миллионов. На физических носителях The Slip разошёлся тиражом более 98 000 экземпляров. В Billboard 200 и Top Internet Albums альбом разместился на 13-й строчке. Кроме того, альбом занял 12-е место в чарте Канады, 2-е место в чарте Австралии и 25-е место в британском чарте. Сингл «Discipline» достиг 6-й и 24-й позиции в чартах Alternative Songs и Hot Mainstream Rock Tracks соответственно (на основе радиоротаций).
После релиза Ghosts I–IV и The Slip Трент Резнор признался, что не считает всё это «ошеломляющим успехом».

### Мнения критиков
| Совокупная оценка    | Совокупная оценка  |
| Источник             | Оценка             |
| -------------------- | ------------------ |
| Metacritic           | 78%                |
| Оценки критиков      |                    |
| Источник             | Оценка             |
| Allmusic             | [ 42 ]             |
| IGN                  | (8.8/10)           |
| NME                  | (7/10)             |
| Pitchfork Media      | (7.5/10)           |
| PopMatters           | (7/10)             |
| Rolling Stone        | [ 44 ]             |
| Rolling Stone Russia | [ 45 ]             |
| Slant                | [ 46 ]             |
| Spin                 | [ 47 ]             |
| The Sun              | [ 48 ]             |
| The Village Voice    | (благожелательный) |
| Афиша                | [ 49 ]             |

Реакция критиков на альбом была в большинстве своём положительной. На американском веб-агрегаторе Metacritic рейтинг альбома составляет 78 % на основе 11 рецензий. Эд Томсон из IGN присудил альбому 8.8 из 10, назвав The Slip «удивительной записью». Редактор газеты Торонто Стар Бен Райнер написал, что альбом является «искренним подарком» для поклонников группы. Обозреватель Pitchfork Media Эрик Харви присудил альбому 7.5 из 10, добавив: «Здесь уникальная способность Резнора соединять бушующие индустриальные фейерверки с балладами и инструментальными эмбиент-пассажами проявляется ещё лучше, чем то, как это было в The Downward Spiral, и здесь это приобретает больше сосредоточенности и сдержанности». Дафна Карр в обзоре для LA Weekly написала, что «в музыкальном плане это одна из самых смелых его [Резнора] работ, наравне с The Fragile». Оценка 4 из 5 была дана Микаэлом Вудом из Spin, однако в своём обзоре он раскритиковал затянутость композиции «The Four of Us are Dying».
Были и негативные отзывы. Сэл Синкемани из Slant Magazine поставил альбому 2.5 из 5. В заключение своей рецензии он добавил, что «некоторые песни в The Slip не особенно динамичны», и описал трек «Lights in the Sky» как «немелодичная, минималистская фортепианная панихида». Антон Обозный из журнала Афиша также негативно отозвался об альбоме. По его словам, «The Slip — очевидная халтура, имеющая смысл разве что в рамках расхожего тезиса про халяву и уксус».
Как и в случае с Ghosts I–IV, необычный метод распространения The Slip обратил на себя внимание различных информационных агентств. Журналист Rolling Stone Джоди Розен назвал выпуск The Slip «самой радикальной выходкой Резнора». Эрик Харви из Pitchfork Media положительно оценил стратегию релиза альбома, однако позже он сказал, что в The Slip «сама музыка больше удовлетворяет, чем инновационная маркетинговая схема». Майкл Мэлон из ABC News подверг сомнению тот факт, что слушатели будут платить за физическую версию альбома. Выход The Slip также неоднократно сравнивался с онлайн-релизом альбома In Rainbows британской группы Radiohead, в случае с которым скачивающий мог заплатить абсолютно любую сумму за альбом либо не платить вообще. Редактор новостного журнала U.S. News & World Report Дэйв Лэджесс заявил, что «The Slip кажется ещё более чистой „игрой“, чем то, что сделали Radiohead с их новым альбомом In Rainbows». Борис Барабанов в обзоре для Коммерсантъ Weekend написал: «In Rainbows можно было получить бесплатно только в среднем MP3-качестве, а за красивый дискбокс с бонус-CD и винилом нужно было заплатить $80. NIN бесплатно выложили в сети четыре варианта The Slip — от MP3-версии в приличном битрейте до формата, превосходящего по качеству обычный CD, плюс весь дизайн в формате PDF».

### Признание
После выхода альбомов Ghosts I–IV и The Slip Резнор получил награду Webby Awards как артист года. Журнал Rolling Stone определил Трента Резнора на 46-е место в списке «100 человек, которые меняют Америку», делая вывод, что он является «самой творческой персоной во всеобъемлющей пост-CD эре». Кроме того, Rolling Stone поставил альбом The Slip на 37-е место в списке «Лучшее 2008».

## Список композиций
Слова и музыка всех песен — Трент Резнор.
| №   | Название                   | Перевод              | Длительность |
| --- | -------------------------- | -------------------- | ------------ |
| 1.  | «999,999»                  |                      | 1:25         |
| 2.  | «1,000,000»                |                      | 3:56         |
| 3.  | «Letting You»              | Разрешить тебе       | 3:49         |
| 4.  | «Discipline»               | Тренировка           | 4:19         |
| 5.  | «Echoplex»                 | Эхоплекс             | 4:45         |
| 6.  | «Head Down»                | Вниз головой         | 4:55         |
| 7.  | «Lights in the Sky»        | Огни в небе          | 3:29         |
| 8.  | «Corona Radiata»           | Корона Радиата       | 7:33         |
| 9.  | «The Four of Us Are Dying» | Четверо из нас умрут | 4:37         |
| 10. | «Demon Seed»               | Дьявольское семя     | 4:59         |

| №  | Название      | Длительность |
| -- | ------------- | ------------ |
| 1. | «1,000,000»   | 4:14         |
| 2. | «Letting You» | 3:57         |
| 3. | «Discipline»  | 4:11         |
| 4. | «Echoplex»    | 4:50         |
| 5. | «Head Down»   | 4:04         |

## Позиции в чартах
| Чарт (2008)                 | Высшая позиция |
| --------------------------- | -------------- |
| The Slip                    |                |
| Австралия                   | 22             |
| Великобритания              | 25             |
| Германия                    | 33             |
| Канада                      | 12             |
| Финляндия                   | 24             |
| Норвегия                    | 38             |
| США (Billboard 200)         | 13             |
| США (Top Internet Albums)   | 13             |
| Швейцария                   | 35             |
| «Discipline»                |                |
| Alternative Songs           | 6              |
| Hot Mainstream Rock Tracks  | 24             |
| iLike Libraries: Most Added | 9              |

## Участники записи
| - Трент Резнор — вокал, гитара, клавишные, продюсер, оформление - Робин Финк — гитара - Алессандро Кортини — клавишные, гитара - Джош Фриз — ударные - Аттикус Росс — продюсер, инженер, программирование | - Алан Молдер — продюсер, инженер, микширование - Майкл Туллер — инженер - Брайан Гарднер — мастеринг-инженер - Стив «Коко» Брендон — настройка студии - Роб Шеридан — арт-директор |

Видео-репетиции (CD/DVD-версия альбома)

| - Трент Резнор — вокал, гитара, клавишные - Робин Финк — гитара - Джастин Мелдал-Джонсен — бас-гитара - Алессандро Кортини — клавишные, гитара - Джош Фриз — ударные, драм-машина - Майкл Энджелос — продюсер - Роб Шеридан — режиссёр, монтажист, фотограф - Блампи — микширование «Letting You», «Head Down» и «Discipline» | - Кен Эндрюс — микширование «1,000,000» и «Echoplex» - Марк Демарейс — производственный менеджер - Саймон Тёрлуэлл — режиссёр-постановщик, фотограф - Хилтон Горинг — фотограф - Дэн Бомбелл — фотограф - Итан МакДоналд — фотограф - Том Бэйкер — мастеринг-инженер |

## История релиза
| Дата            | Территория | Лейбл                | Формат(ы)            |
| --------------- | ---------- | -------------------- | -------------------- |
| 5 мая 2008      | Мир        | The Null Corporation | Цифровая дистрибуция |
| 21 июля 2008    | Европа     | The Null Corporation | CD/DVD               |
| 22 июля 2008    | США        | The Null Corporation | CD/DVD               |
| 22 июля 2008    | Канада     | The Null Corporation | CD/DVD               |
| 12 августа 2008 | США        | The Null Corporation | Грампластинка        |
| 12 августа 2008 | Канада     | The Null Corporation | Грампластинка        |
| 18 августа 2008 | Европа     | The Null Corporation | Грампластинка        |